# 南化 (大字)
南化，原稱為南庄，是臺灣臺南市南化區的一個傳統地域名稱，也是全區行政中心所在地，位於該區西南部凸出部分的中央地帶，並延伸至東部邊界。相較於今日行政區，其範圍大致包括南化里、小崙里不含北部東側向北凸出部分。

## 歷史
台灣日治初期，南化地區為一（舊制）街庄，稱為「南庄」，隸屬於內新化南里。該庄西北與中坑庄為鄰，東北與北藔庄、竹頭崎庄為鄰，東南邊為茄苳湖庄，西南邊為菁埔藔庄。
1901年（日治明治三十四年）11月，全台設置二十廳，該庄隸屬於臺南廳。1903年（明治三十六年）6月，該庄編入「內新化區」，隸屬於臺南廳。1909年（明治四十二年）10月，合併二十廳為十二廳，內新化區仍隸屬於臺南廳。1920年（大正九年），廢十二廳改設五州二廳，該庄改制並改名為「南化」大字，隸屬於臺南州新化郡南化庄（新制街庄）。
戰後南化庄改制為南化鄉，隸屬於臺南縣，大字亦改制為村。1950年雲、嘉、南分治，南化鄉仍隸屬於臺南縣。2010年12月25日，因臺南縣市合併為直轄市臺南市，南化鄉改制為南化區，村亦改制為里。

## 聚落
本地區發展較早的聚落為中坑、南庄、小崙尾、桕仔埔、鏡面、興化藔、大草崙、分園角等，在日治期初期的官方地圖上已有記載。

## 交通
省道台3線俗稱「內山公路」，是臺北市至屏東的幹道，經過本地區中西部。由該道路北行可前往臺南市玉井區、楠西區、嘉義縣大埔鄉、番路鄉南部等地；南行可前往高雄市內門區、旗山區、旗山區/美濃區交界地帶、屏東縣里港鄉、九如鄉等地。
省道台20乙線是左鎮至南化的道路，也是南部橫貫公路的一段替代路線，其東側端點（終點）位於本地區南化市區東北郊的省道台3線路口。由此西行可前往左鎮區左鎮市區東郊，並止於省道台20線路口。
區道南176線是南化至竹仔興的道路。
區道南194線是小崙尾至鏡面的道路。
區道南195線是小崙尾至興化寮的道路。
區道南196線是湘埔至崎下的道路。

## 學校
- 南化國中
- 南化國小